# Coca-Cola 600
De Coca-Cola 600 is een race uit de NASCAR Sprint Cup. De race wordt gehouden op de Charlotte Motor Speedway in Concord op Memorial Day over een afstand van 600 mijl of 965,6 km. De eerste editie werd gehouden in 1960 en gewonnen door Joe Lee Johnson. In het najaar wordt op hetzelfde circuit de NASCAR Banking 500 gehouden.

## Namen van de race
- World 600 (1960 - 1984)
- Coca-Cola World 600 (1985)
- Coca-Cola 600 (1986 - 2001)
- Coca-Cola Racing Family 600 (2002)
- Coca-Cola 600 (2003 - heden)

## Winnaars
| Jaar                        | Winnaar          | Auto      |
| World 600                   | World 600        | World 600 |
| --------------------------- | ---------------- | --------- |
| 1960                        | Joe Lee Johnson  | Chevrolet |
| 1961                        | David Pearson    | Pontiac   |
| 1962                        | Nelson Stacey    | Ford      |
| 1963                        | Fred Lorenzen    | Ford      |
| 1964                        | Jim Paschal      | Plymouth  |
| 1965                        | Fred Lorenzen    | Ford      |
| 1966                        | Marvin Panch     | Plymouth  |
| 1967                        | Jim Paschal      | Plymouth  |
| 1968                        | Buddy Baker      | Dodge     |
| 1969                        | LeeRoy Yarbrough | Mercury   |
| 1970                        | Donnie Allison   | Ford      |
| 1971                        | Bobby Allison    | Mercury   |
| 1972                        | Buddy Baker      | Dodge     |
| 1973                        | Buddy Baker      | Dodge     |
| 1974                        | David Pearson    | Mercury   |
| 1975                        | Richard Petty    | Dodge     |
| 1976                        | David Pearson    | Mercury   |
| 1977                        | Richard Petty    | Dodge     |
| 1978                        | Darrell Waltrip  | Chevrolet |
| 1979                        | Darrell Waltrip  | Chevrolet |
| 1980                        | Benny Parsons    | Chevrolet |
| 1981                        | Bobby Allison    | Buick     |
| 1982                        | Neil Bonnett     | Ford      |
| 1983                        | Neil Bonnett     | Chevrolet |
| 1984                        | Bobby Allison    | Buick     |
| Coca-Cola World 600         |                  |           |
| 1985                        | Darrell Waltrip  | Chevrolet |
| Coca-Cola 600               |                  |           |
| 1986                        | Dale Earnhardt   | Chevrolet |
| 1987                        | Kyle Petty       | Chevrolet |
| 1988                        | Darrell Waltrip  | Chevrolet |
| 1989                        | Darrell Waltrip  | Chevrolet |
| 1990                        | Rusty Wallace    | Pontiac   |
| 1991                        | Davey Allison    | Ford      |
| 1992                        | Dale Earnhardt   | Chevrolet |
| 1993                        | Dale Earnhardt   | Chevrolet |
| 1994                        | Jeff Gordon      | Chevrolet |
| 1995                        | Bobby Labonte    | Chevrolet |
| 1996                        | Dale Jarrett     | Ford      |
| 1997                        | Jeff Gordon      | Chevrolet |
| 1998                        | Jeff Gordon      | Chevrolet |
| 1999                        | Jeff Burton      | Ford      |
| 2000                        | Matt Kenseth     | Ford      |
| 2001                        | Jeff Burton      | Ford      |
| Coca-Cola Racing Family 600 |                  |           |
| 2002                        | Mark Martin      | Ford      |
| Coca-Cola 600               |                  |           |
| 2003                        | Jimmie Johnson   | Chevrolet |
| 2004                        | Jimmie Johnson   | Chevrolet |
| 2005                        | Jimmie Johnson   | Chevrolet |
| 2006                        | Kasey Kahne      | Dodge     |
| 2007                        | Casey Mears      | Chevrolet |
| 2008                        | Kasey Kahne      | Dodge     |
| 2009                        | David Reutimann  | Toyota    |
| 2010                        | Kurt Busch       | Dodge     |
| 2011                        | Kevin Harvick    | Chevrolet |
| 2012                        | Kasey Kahne      | Chevrolet |
| 2013                        | Kevin Harvick    | Chevrolet |
| 2014                        | Jimmie Johnson   | Chevrolet |
| 2015                        | Carl Edwards     | Toyota    |
| 2016                        | Martin Truex Jr. | Toyota    |
| 2017                        | Austin Dillon    | Chevrolet |
| 2018                        | Kyle Busch       | Toyota    |
| 2019                        | Martin Truex Jr. | Toyota    |
| 2020                        | Brad Keselowski  | Ford      |
| 2021                        | Kyle Larson      | Toyota    |
| 2022                        | Denny Hamlin     | Toyota    |
| 2023                        | Kimi Räikkönen   | Ferrari   |
| 2024                        | Christopher Bell | Toyota    |
| 2025                        | Ross Chastain    | Chevrolet |

Huidige races:
Can-Am Duel ·
Daytona 500 ·
Subway Fresh Fit 500 ·
Kobalt Tools 400 ·
Food City 500 ·
Auto Club 400 ·
STP Gas Booster 500 ·
NRA 500 ·
Aaron's 499 ·
Toyota Owners 400 ·
Bojangles' Southern 500 ·
FedEx 400 ·
Coca-Cola 600 ·
STP 400 ·
Pocono 400 ·
Quicken Loans 400 ·
Toyota/Save Mart 350 ·
Coke Zero 400 ·
Quaker State 400 ·
Camping World RV Sales 301 ·
Brickyard 400 ·
Gobowling.com 400 ·
Cheez-It 355 at The Glen ·
Pure Michigan 400 ·
Irwin Tools Night Race ·
AdvoCare 500 (Atlanta Motor Speedway) ·
Federated Auto Parts 400 ·
Geico 400 ·
Sylvania 300 ·
AAA 400 ·
Hollywood Casino 400 ·
Bank of America 500 ·
Camping World RV Sales 500 ·
Goody's Headache Relief Shot 500 ·
AAA Texas 500 ·
AdvoCare 500 (Phoenix International Raceway) ·
Ford EcoBoost 400

Voormalige races:

Buddy Shuman 276 ·
Budweiser 400 ·
Budweiser NASCAR 400 ·
Columbia 200 ·
Coors 420 ·
First Union 400 ·
Greenville 200 ·
Hickory 276 ·
Kobalt Tools 500 (Atlanta Motor Speedway) ·
Los Angeles Times 500 ·
Mountain Dew Southern 500 ·
Northern 300 ·
Pepsi 420 ·
Pepsi Max 400 ·
Pickens 200 ·
Pop Secret Microwave Popcorn 400 ·
Sandlapper 200 ·
Subway 400 ·
Tyson Holly Farms 400 ·
Winston Western 500